# Ореховая Гора
Ореховая Гора — село в Чернушинском районе Пермского края. Входит в состав Тюинского сельского поселения.
Находится примерно в 15 км к востоку от центра города Чернушки.

## Население
В 2005 году численность населения составляла 471 человек.
По результатам переписи 2010 года численность населения составила 404 человека, в том числе 201 мужчина и 203 женщины.